# Boris Griebienszczikow
Boris Borisowicz Griebienszczikow ros. Борис Борисович Гребенщиков (ur. 27 listopada 1953 w Leningradzie) – rosyjski wokalista, poeta i kompozytor rockowy, twórca i lider jednego z najbardziej znanych rosyjskich zespołów rockowych Akwarium, jeden z pionierów rosyjskiego rocka.
Studiował matematykę stosowaną. W roku 1972 założył zespół Akwarium. W 1978 nagrał razem z Majkiem Naumienko album „Wsie bratja – siostry”.
W latach 70. zespół "Akwarium" funkcjonował głównie w trybie "podziemnym". W 1980, po wystąpieniu na festiwalu rockowym w Tbilisi, Griebenszczikow został zwolniony z pracy i wykluczony z komsomołu. W latach 80., kiedy pojawiła się możliwość oficjalnych koncertów, wystąpień w telewizji i nagrywania studyjnych albumów, zespół i jego lider uzyskali znaczną popularność w Związku Radzieckim. W 1989 w USA, Wielkiej Brytanii i Kanadzie został nagrany album Radio Silence, producentem którego został David A. Stewart.
Boris Griebenszczikow potępił inwazję Rosji na Ukrainę. Wyemigrował z Rosji, mieszka głównie w Londynie. Przez rosyjskie Ministerstwo Sprawiedliwości został uznany za „obcego agenta”.  

## Wybrana dyskografia
- 1972 — Iskuszenije Swiatogo Akwariuma
- 1973 — Mienuet ziemledielcu
- 1974 — Pritczi grafa Diffuzora
- 1976 — S toj storony zierkalnogo stiekła
- 1978 — Wsie bratja — siostry
- 1981 — Sinij albom
- 1981 — Trieugolnik
- 1981 — Elektriczestwo
- 1982 — Akustika
- 1982 — Tabu
- 1983 — Radio Afrika
- 1984 — Ichtiołogija
- 1984 — Dień Sieriebra
- 1985 — Dieti Diekabria
- 1986 — Diesiatʹ strieł
- 1987 — Rawnodienstwije
- 1989 — Radio Silence (po angielsku)
- 1990 — Radio London (po angielsku)
- 1991 — Russkij albom
- 1993 — Lubimyje piesni Ramziesa IV
- 1994 — Pieski Pietierburga
- 1994 — Kostroma mon amour
- 1995 — Nawigator
- 1996 — Snieżnyj lew
- 1997 — Gipierborieja
- 1997 — Lilit (Lilith) = wydane w Rosji i w USA
- 1999 — Psi (Ψ)
- 2001 — Doistoriczeskij Akwarium
- 2002 — Siestra Chaos
- 2003 — Piesni rybaka
- 2005 — ZOOM ZOOM ZOOM
- 2006 — Biespiecznyj russkij brodiaga
- 2008 — Łoszadʹ biełaja
- 2009 — Puszkinskaja, 10
- 2010 — Dień Radosti
- 2011 — Archangielsk
- 2012 — Wozduchopławanie w kompanii sfinksow
- 2013 — Akwarium +
- 2014 — Sol
- 2018 — Wriemia N
- 2020 — Tor
- 2020 — Znak Ognia
- 2020 — Usłysz mienia, choroszaja
- 2022 — Dom Wsiech Swiatych
- 2023 — Bogrukinog